# Керимов, Магомед Хизриевич
Магомед Хизриевич Керимов (22 августа 1937, с. Хахита, Левашинский район, Дагестанская АССР, РСФСР — 17 декабря 2016, там же, Дагестан, Российская Федерация) — советский и российский организатор сельхозпроизводства, бригадир, председатель колхоза «Победа» Левашинского района Дагестанской АССР, Герой Социалистического Труда (1973), кавалер двух Орденов Ленина.

## Биография
Родился в крестьянской семье. Работал в колхозе «Победа» старшим чабаном, заведующим овцефермой, заместителем председателя по животноводству.
В 1973 году комсомольско-молодёжная бригада Керимова получила 132 ягнёнка от 100 овцематок и настригла по 4,5 килограмма шерсти с 1450 овцематкок в отаре.
Заочно окончил сельскохозяйственный техникум.
В 1976—2010 годах — председатель колхоза «Победа» Левашинского района Дагестанской АССР (Республика Дагестан). В 1981 году добился рекордных показателей: валовый сбор зерна составил 15940 центнеров с гектара, производство мяса и овощей выросло в 4 раза, плодов — более чем в шесть раз, молока и шерсти в — в 1,4 раза по сравнению с показателями перед назначением Керимова. 
При его активном участии была проложена автодорога Леваши — Хахита протяженностью 5,5 км, была улучшена инфраструктура подачи питьевой воды и газа, построены и введены в строй: врачебная амбулатория, участковая больница на 26 мест, средняя школа на 180 мест, Дом культуры, спортивный зал. 
Избирался депутатом в Верховный Совет Дагестанской АССР 9-го созыва.

## Награды и звания
- Герой Социалистического Труда (06 сентября 1973 года).
- Орден Ленина (8 апреля 1971 года, 6 сентября 1973 года).
- Орден Трудового Красного Знамени.
- Орден «Знак Почёта» (22 марта 1966 года).
- Кавалер Ордена «За заслуги перед Республикой Дагестан».
- «Заслуженный работник сельского хозяйства Российской Федерации».
- «Заслуженный животновод Дагестана».